# 3,5-Дийодотиронин
3,5-Дииодотирони́н (3,5-T2) — активный тиреоидный гормон из класса йодтиронинов. Имеет два атома йода в положениях 3 и 5 внутреннего кольца.

## Биологическое действие
3,5-T2 стимулирует TR-бета рецептор тиреоидных гормонов и таким образом увеличивает продукцию тепла. Оказывает агонистическое, схожее с действием других тиреоидных гормонов, влияние на миокард и гипофиз, подавляя выброс в кровь тиреотропного гормона. 3,5-T2 также служит аллостерическим регулятором цитохромоксидазы или, иначе, комплекса VI дыхательной цепи электронов. Связываясь с комплексом VI, он усиливает его активность и предотвращает взаимодействие комплекса с его аллостерическим ингибитором — АТФ.

## Клиническое значение
Концентрация 3,5-T2 повышена при синдроме недостаточности T3 и T4. Это объясняет, почему пациентам с таким синдромом не становится лучше от заместительной терапии тиреоидными гормонами.